# Alex Timossi Andersson
Alex Emilio Timossi Andersson (* 19. Januar 2001 in Helsingborg) ist ein schwedischer Fußballspieler.

## Karriere

### Verein
Timossi Andersson begann beim Stattena IF, einem im gleichnamigen Helsingborger Stadtbezirk ansässigen Verein, mit dem Fußballspielen. 2013 wechselte er in die Jugendabteilung von Helsingborgs IF und war dort drei Jahre lang aktiv. 2016 rückte er in die zweite Mannschaft auf und kam als 15-Jähriger in der Division 2, der vierthöchsten Spielklasse im schwedischen Fußball, in der Staffel Västra Götaland beim 2:2-Unentschieden im Auswärtsspiel gegen Höganäs BK mit Einwechslung in der 70. Minute zum Einsatz.
Zur Spielzeit 2017 rückte er in die erste Mannschaft auf und bestritt sein erstes Zweitligaspiel am 17. April (3. Spieltag) beim 1:1-Unentschieden im Heimspiel gegen Gefle IF mit Einwechslung für Martin Christensen in der 85. Minute. Sein Pflichtspieldebüt für die erste Mannschaft gab er zuvor am 18. Februar 2017 im Drittrundenspiel um den Svenska Cupen, dem schwedischen Vereinspokal, bei der 0:3-Niederlage bei IF Brommapojkarna.
Sein erstes Tor im Seniorenbereich erzielte er am 20. August mit dem Siegtreffer zum 1:0 in der 82. Minute im Heimspiel gegen GAIS Göteborg.
Im Oktober 2017 gab der FC Bayern München die Verpflichtung von Timossi Andersson ab der Saison 2019/20 für seinen Profikader bekannt. Ende Juni 2018 einigten sich die Vereine auf einen Transfer zur Saison 2018/19, in der Timossi Andersson im Kader der A-Jugend (U19) stand. Er absolvierte 22 Einsätze (4 Tore) in der A-Junioren-Bundesliga, 2 Einsätze im DFB-Junioren-Vereinspokal sowie 5 Einsätze (ein Tor) in der UEFA Youth League. Entgegen der Ankündigung aus dem Oktober 2017 verblieb Andersson in der Saison 2019/20 im U19-Kader. Bis zur Winterpause folgten 6 Ligaeinsätze sowie ein Spiel in der UEFA Youth League.
Im Februar 2020 kehrte Timossi Andersson leihweise zu Helsingborg zurück. In der Saison 2020 kam er zu 28 Einsätzen in der Allsvenskan, in denen er fünf Tore erzielte. Anschließend kehrte er zum FC Bayern zurück und wurde iun die zweite Mannschaft integriert, die in der 3. Liga spielte. Ohne Einsatz wurde er Anfang Februar 2021 an den österreichischen Zweitligisten SK Austria Klagenfurt ausgeliehen. Bis zum Ende der Leihe kam er zu 15 Einsätzen in der 2. Liga, in denen er vier Tore erzielte. Mit den Kärntnern stieg er zu Saisonende in die Bundesliga auf. Daraufhin wurde die Leihe im Juli 2021 um eine weitere Spielzeit verlängert. In der Bundesliga kam er für Klagenfurt dann in der Saison 2021/22 zu 29 Einsätzen, in denen er fünfmal traf.
Zur Saison 2022/23 kehrte der Schwede nicht mehr zum FC Bayern zurück, sondern wechselte zum niederländischen Erstligisten SC Heerenveen, bei dem er einen Vertrag bis zum 30. Juni 2026 unterschrieb.
Am 31. August 2023 wurde bekannt, dass Timossi Andersson zu IF Brommapojkarna in die Allsvenskan wechselt.

### Nationalmannschaft
Sein Länderspieldebüt krönte Timossi Andersson am 23. August 2016 im Testspiel der U17-Nationalmannschaft gegen die Auswahl Finnlands in Pori mit seinem ersten Tor, dem Treffer zum 1:1-Endstand in der 68. Minute.

## Erfolge
- Aufstieg in die österreichische Bundesliga: 2021